# Cryptus fibulatus
Cryptus fibulatus är en stekelart som beskrevs av Johann Ludwig Christian Gravenhorst 1829. Cryptus fibulatus ingår i släktet Cryptus och familjen brokparasitsteklar. Arten är reproducerande i Sverige. Inga underarter finns listade i Catalogue of Life.